# Theスーパーファミコン
『Theスーパーファミコン』（ざ・すーぱーふぁみこん）は、ソフトバンク出版事業部（現:SBクリエイティブ）が1990年から1996年にかけて刊行していたゲーム雑誌。略称は『Theスー』（ザスー）。

## 沿革
ソフトバンクは1984年に総合ゲーム雑誌『Beep!』を創刊していたが、1989年夏に同誌がメガドライブ専門誌へ移行してからは徳間書店インターメディアや角川書店と同様の「機種別分散」路線を採用し、1990年11月21日に任天堂がスーパーファミコン（SFC）を発売するのに合わせて同機種の専門誌である本誌を11月16日に創刊した（創刊時から隔週刊であったのはSFCのロケットスタートを見越していたのだと思われる）。毎号、必ず別冊付録が付いていた点も大きな特徴（しかし、後期になると付かないことも多くなり、内容もコミックアンソロジーに絞られた）。
創刊当初より「ゲームと環境を考える」「日本全国ゲーム自慢」（読者アンケートの傾向から都道府県別のゲーム嗜好の違いを分析）「テレビゲームは是か否か?」といった企画記事が多く掲載され、豊富且つ濃密な内容から人気を集めていた。読者の年齢層は『ファミ通』（旧称：『ファミコン通信』）や『ファミリーコンピュータMagazine』よりも高く、『マイコンBASICマガジン』とも被っていたようである。また、旧『ファミコン必勝本』に倣ってか『ドラゴンクエスト』や『ファイナルファンタジー』専用の読者コーナーを設けていた。
本誌では『ファミ通』の「ガバス」と同様の「バンク」と言うクーポン券（雑誌に毎号付いて来る他、投稿が採用された際に謝礼としてもらえる）を発行していたが、1991年に『ゼルダの伝説 神々のトライフォース』の発売日予想をブックメーカーで募った際の当選者が余りにも多かったことから（SFC本体の発売1周年に当たる日に発売されたので、かなり容易に予想が付いたのが不運だったと言う見方もあるが）雑誌公正競争規約違反を公正取引委員会に指摘された。
1996年、NINTENDO 64発売に合わせて雑誌名を『スーパー64』に変更するが、それ以前に編集長が交代した際に行われた誌面リニューアルに伴う企画記事の終了から読者離れが起こったことで部数の低迷を招き、誌名変更以降も歯止めがかからなかったことから早々と見切られ、兄弟誌である『ザ・プレイステーション』と『セガサターンマガジン』の週刊化と引き換えに同年12月を以て休刊した。